# VM i håndbold 2029 (kvinder)
|  | Denne artikel indeholder information om en fremtidig sportsbegivenhed Der kan forekomme spekulativ information, og indholdet kan ændres dramatisk når arrangementet nærmer sig og mere information bliver tilgængelig. |

Verdensmesterskabet i håndbold for kvinder 2029 bliver det 29. VM i håndbold for kvinder arrangeret af International Handball Federation og afholdes i Spanien.